# Trends Z (Belgique néerlandophone)
Pour la chaine francophone, voir Trends Z (Belgique francophone).
Trends Z, anciennement Kanaal Z, est une chaîne de télévision, néerlandophone, économique et financière belge privée appartenant au groupe Roularta.

## Histoire de la chaîne
Les chaînes de télévision économiques et financières Kanaal Z et Canal Z sont une initiative du groupe de média belge coté Roularta Media Group. Kanaal Z diffuse en néerlandais depuis le 1er février 1999 en Région flamande. Le 15 mai 2000, son pendant francophone est lancé sous l’appellation Canal Z et est diffusé en Région wallonne. Enfin, le 1er juillet 2001, les deux chaînes sont diffusées en alternance sur un canal en Région bruxelloise. 

## Organisation

### Dirigeants
Directeur général :
- Dirk Vanhegen

### Capital
Kanaal Z est éditée par Belgian Business Television SA, filiale du groupe de média Roularta qui édite le magazine économique Trends.

## Diffusion
La chaîne est diffusée actuellement 24 heures sur 24 sur le câble, mais également par ADSL sur Belgacom TV et sur Telenet et ses programmes sont diffusés en streaming video sur son site Internet. Elle est aussi diffusée sur la Mobile TV via les offres Proximus et Orange.
Les deux chaînes atteignent 315 000 téléspectateurs sur base quotidienne et 815 600 sur base hebdomadaire[réf. nécessaire].

## Programmes
Kanaal Z diffuse des informations sur l’actualité économique et financière, tant régionale, que nationale ou internationale. En semaine, Le Journal et Les Marchés sont diffusés en boucle. D'autres magazines ou mini-programmes sont également diffusés en semaine[pertinence contestée]. Durant le week-end, Kanaal Z diffuse un résumé de l'actualité de la semaine[pertinence contestée].
Un déroulant en bas d’écran informe en continu sur l’évolution des places financières et diffuse un fil info en bref. Kanaal Z offre également un télétexte financier.
Sur le plan rédactionnel, Kanaal Z travaille en collaboration avec les rédactions de Trends et Trends Tendances, du Vif L’Express et de Knack, de Bizz et les autres magazines du groupe. Au niveau marketing et promotionnel, le groupe tend vers une interaction totale entre la télévision, internet et les médias imprimés.